# Cristina Abuhazi
Cristina Abuhazi Garcia (sinh ngày 4 tháng 12 năm 1980 tại Caracas, Venezuela) là một người dẫn chương trình truyền hình, người mẫu và nữ diễn viên truyền hình người Venezuela. Cô hiện đang làm việc trên một loạt các chương trình truyền hình trên Sony Youtube America Latina Network tại Hoa Kỳ.
Ngoài ra, cô cũng xuất hiện trong Show Business Extra của MTV3 Tr3s (Hoa Kỳ) và Meridiano Televisión (Venezuela).
Abuhazi đã xuất hiện trong nhiều vở opera và đóng vai trò người dẫn chương trình của một số chương trình trên truyền hình Venezuela.

## Cuộc sống cá nhân
Abuhazi là một luật sư tốt nghiệp năm 2003 tại Facultad de Derecho của Universidad Santa María (Caracas) Venezuela.
Cô cũng là là một vận động viên chạy marathon. Cristina đã chạy marathon tại thành phố New York hai lần, một lần vào năm 2007 và năm 2008 cũng như năm cuộc chạy marathon có chiều dài phân nửa thông thường tại quê hương của cô ở Miami.
Cristina tham gia vào cuộc chiến chống ung thư vú, tham gia Asociación Civil sin fines de lucro SenosAyuda và ngày McHappy với Quỹ Venezuela của McDonald tìm ra cách chữa trị liệt ở trẻ sơ sinh (Poliomyelitis) trong một sự kiện thường niên trích một tỷ lệ phần trăm nhất định trong tổng doanh số bán hàng trong ngày để đem quyên góp cho tổ chức từ thiện. Đây là sự kiện gây quỹ đặc trưng cho các tổ chức từ thiện Ronald McDonald House.